# Gelucourt
Gelucourt település Franciaországban, Moselle megyében. Lakosainak száma 213 fő (2022. január 1.). Gelucourt Assenoncourt, Azoudange, Bourdonnay, Donnelay, Guéblange-lès-Dieuze, Lindre-Basse, Maizières-lès-Vic és Tarquimpol községekkel határos.

## Népesség
A település népességének változása:
| Lakosok száma | 251  | 272  | 243  | 235  | 227  | 224  | 217  | 215  | 217  | 213  |
|               | 1968 | 1982 | 1990 | 2006 | 2013 | 2015 | 2017 | 2019 | 2020 | 2022 |